# Klokkehøj

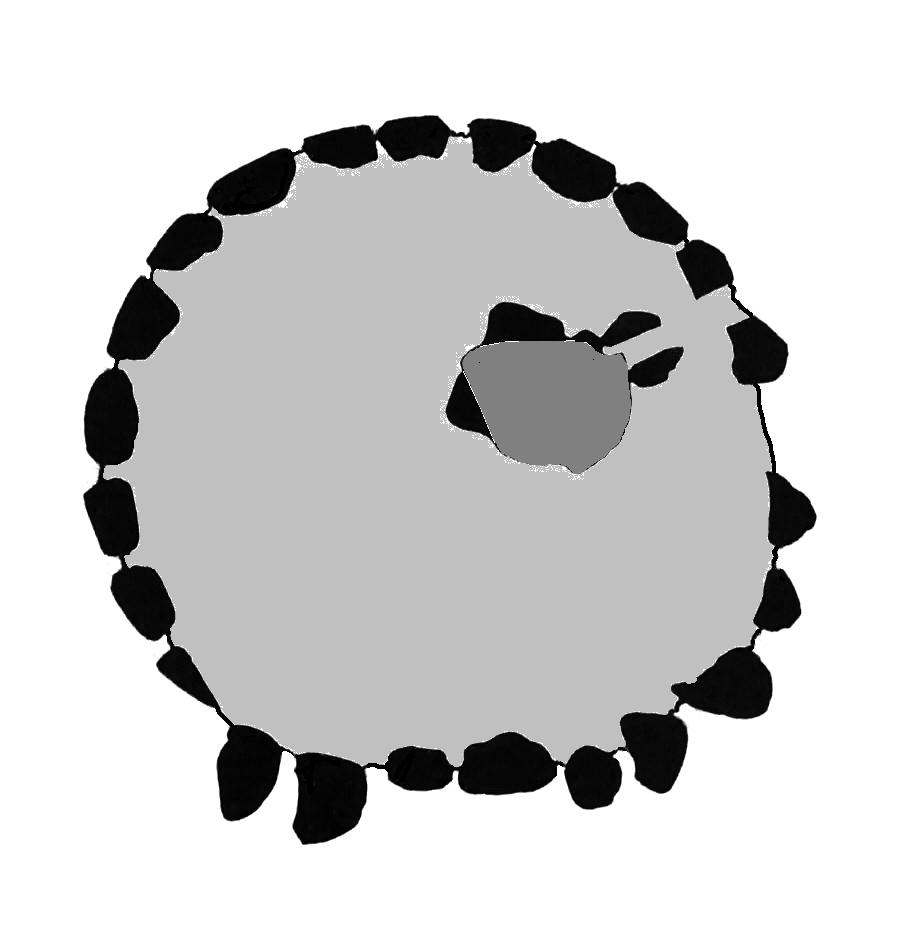
Schema eines Runddysse von oben gesehen

Der Runddysse Klokkehøj (deutsch „Glockenhügel“) von Bøjden (auch Bøjgden, oder Fruergård genannt) ist ein Dolmen. Er liegt am Fruerlund (Straße) nordöstlich von Bøjden, im Horne Land auf Fünen in Dänemark. 
Der nur in Resten erhaltene Klokkerhøj liegt dagegen nordwestlich von Ringsted auf der  Insel Seeland. 

## Beschreibung
Die nur in Resten erhaltene Kammer des „Klokkehøj“ ist Nordwest-Südost orientiert. Zwei Tragsteine sind auf der Nordostseite, einer auf der Südwestseite (ein Stück ist abgesprengt) und einer am südöstlichen Ende erhalten. Unmittelbar nordwestlich der Kammer liegt der verlagerte Deckstein.
Im Inneren der Kammer lag ein fast vollständig konserviertes Skelett eines Mannes zwischen 20 und 35 Jahren, dessen Kopf und die oberen vier Wirbel fehlten. Sie müssen entfernt worden sein, während die Sehnen das Skelett noch zusammenhielten. Die Kammer enthielt auch Knochen eines anderen Erwachsenen und den Schädel eines 5-jährigen Kindes. Der Dolmen weist außerdem die Spuren von einem Dutzend weiterer Skelette auf. 
Der Boden des Klokkehøj bestand aus Sandsteinfliesen, gestreuten Muschelschalen über einer Tonschicht und einer dünnen Schicht aus weißem, verbranntem Feuerstein. Diese Merkmale sind von Dolmen in Mecklenburg bekannt und damit ein Beleg für eine Verbindung über die Ostsee. 
In der Nähe liegt der Runddysse Tornehøj.